# Maneca
Pour les articles homonymes, voir Alves (homonymie) et Marinho.
Manuel Marinho Alves, mieux connu sous le nom de Maneca (né le 28 janvier 1926 à Salvador au Brésil et mort le 28 janvier 1961 à Rio de Janeiro) était un joueur de football brésilien.